# Alois Zlatník
Alois Zlatník (9. listopadu 1902 Dvůr Králové nad Labem – 30. června 1979 Brno) byl český profesor lesnické botaniky a fytocenologie, dendrologie, fytopatologie, anatomie rostlin, vědec, lesník a ochránce přírody. Stal se zakladatelem a propagátorem geobiocenologie.

## Život
Již jako mladý v sobě objevil touhu po zkoumání přírody s potřebou jí chránit a už na gymnáziu snil o tom, že bude přírodovědcem. Jeho kroky vedly na Přírodovědeckou fakultu Univerzity Karlovy, krátce také studoval i ve Švýcarsku a Francii. Během dvacátých let odešel do Brna a v roce 1928 se stal asistentem na Lesnické fakultě Vysoké školy zemědělské (VŠZ) a svůj obzor si rozšířil o lesní inženýrství. V roce 1941 přebral po Augustu Bayerovi vedení dendrologického ústavu. Po válce byl jmenován profesorem a v letech 1949–1950 byl děkanem lesnického odboru a jeho vědecké rady. Vedl také katedru lesnické botaniky a fytocenologie. V letech 1956–1971 byl ředitelem Vědecké laboratoře geobiocenologie a typologie, kterou sám založil. Byl též místopředsedou Botanické společnosti při Československé akademii věd.
Ochraně přírody se Zlatník věnoval i mimo akademickou půdu, byl totiž členem Svazu na ochranu přírody a domoviny na Moravě a ve Slezsku. Od roku 1942 byl posledním předsedou svazu, začátkem 50. let jej totiž komunisté zrušili. Stejný osud zažil o čtvrt století později, kdy jako politicky nespolehlivou organizaci zlikvidovali komunisté TIS – svaz pro ochranu přírody a krajiny, jehož byl Zlatník posledním úřadujícím místopředsedou.
Je pohřben na Ústředním hřbitově v Brně.

## Dílo
Základy geobiocenologie začal profesor Zlatník budovat už ve dvacátých letech. Tehdy poprvé zavítal do pralesovitých lesů Podkarpatské Rusi, které navštěvoval až do okupace. Na Podkarpatské Rusi inicioval vytvoření 22 pralesních rezervací. Během protektorátu mapoval území Moravy a Slezska, po válce se vrátil do karpatských lesů alespoň na Slovensko. Díky dalším výzkumům piloval svoji lesnickou typologii, která umožňuje stanovit i v člověkem pozměněných lesích původní dřevinnou skladbu. Jeho typologické mapy se tak stávají důležitým podkladem pro přírodě blízké lesní hospodaření. Profesor Zlatník považoval za důležité, aby se v každém lesním typu zachovala jeho určitá část jako rezervace. Na některých místech však krajina nenabízí přirozené porosty, je proto potřeba si pro ochranu vybrat takové, které se přírodnímu stavu nejvíce blíží. Patřičnými zásahy jim pak pomoci k návratu do původního, přirozeného stavu. Proto také již od počátku své přírodovědecké dráhy Zlatník navrhoval sítě chráněných území: pro Podkarpatskou Rus,  Beskydy i Slovensko, z nichž většina se nepodařila zrealizovat. Svoji ideu plně proměnil ve skutečnost alespoň ve Školním lesním podniku Masarykův les ve Křtinách. Ze zhruba 10 000 hektarů hospodářského lesa bylo na Zlatníkův návrh pro přirozený vývoj vyčleněno 18 území o celkové výměře přes 800 hektarů.

### Dílo
výběr
- Lesnická botanika (s A. Vězdou, 1951)
- Dendrologie (1952)
- Ekologie a geografie rostlin I (1952)
- Fytocenologie lesa I (1963)
- Květiny a hory (s A. Kavinovou, 1966)
- Lesnická botanika speciální (spoluautor, 1970)
- Základy ekologie (spoluautor, 1973)
- Lesnická fytocenologie (1978)[5]